# The Fifth Chapter
The Fifth Chapter (známé i pod názvem T5C) je sedmnácté studiové album německé hudební skupiny Scooter. Bylo vydáno 26. září 2014. Obsahuje 17 skladeb, jedná se tedy o nejobsáhlejší studiovou nahrávku. Je to také první studiové album vydané v novém uskupení po odchodu zakládajícího člena Ricka J. Jordana.
Na přední obálce alba jsou členové kapely. Za nimi je šedivé pozadí. Fotka je v černobílém provedení. Místo celého názvu alba je zde uvedena pouze jeho zkratka - T5C. Celý název je napsán pouze na obálce limitované edice alba. Na zadní obálce alba jsou k vidění již obě varianty názvu. Čísla skladeb jsou napsána klasicky, kdežto názvy skladeb i ostatní texty jsou nakloněny šikmo.
Příchod nového člena Phila Speisera měl značný vliv na zvuk kapely. Díky němu skupina okusila žánry bigroom house a deep house. Druhou změnou je, ve srovnání s několika předešlými deskami, mnohem menší počet cover verzí a předělaných pasáží z písniček jiných interpretů, kvůli čemuž jsou Scooteři nechvalně proslaveni. Nachází se zde větší množství autorských skladeb a na albu spolupracovalo více hostů i zpěvaček, než tomu bylo doposud.
Limitovaná verze alba obsahuje navíc druhé CD s remixy starších singlů kapely a k tomu čtyři samolepky + tzv. Scooter Shoutbox, což je malé zařízení, které po stisku tlačítek přehrává šestnáct hlášek frontmana skupiny H.P.-ho Baxxtera. Několik kusů alba vyšlo také na LP.
Albu předcházely singly Bigroom Blitz a Today. Poté následovaly singly Can't Stop the Hardcore a Radiate. Písnička 999 (Call the Police) sice nevyšla jako singl, ale je k ní natočen videoklip (obsahující převážně záběry z koncertu kapely) a hrála v rádiích. Stojí tedy na pomezí mezi singlem a klasickou albovou skladbou.

## Seznam skladeb

### Základní edice
| Pořadí | Název                       | Délka |
| ------ | --------------------------- | ----- |
| 1.     | T5C                         | 1:18  |
| 2.     | Who's That Rave?            | 2:47  |
| 3.     | Today ('Scooter & Vassy')   | 3:27  |
| 4.     | We Got the Sound            | 2:54  |
| 5.     | Radiate ('Scooter & Vassy') | 3:07  |
| 6.     | 999 (Call the Police)       | 3:35  |
| 7.     | King of the Land            | 3:00  |
| 8.     | Bigroom Blitz               | 3:06  |
| 9.     | Chopstick (Mado Kara Mieru) | 4:48  |
| 10.    | Home Again                  | 3:41  |
| 11.    | Fuck Forever                | 3:06  |
| 12.    | Jaguare                     | 3:56  |
| 13.    | T.O.O.                      | 4:10  |
| 14.    | Listen                      | 3:46  |
| 15.    | Can't Stop the Hardcore     | 3:34  |
| 16.    | Fallin'                     | 4:10  |
| 17.    | In Need                     | 3:36  |

### Limitovaná edice (CD2)
1. How Much Is the Fish? (Tony Junior Remix) - (3:44)
2. Maria (I Like It Loud) (R.I.O. Remix) - (3:18)
3. Move Your Ass! (Stefan Dabruck Remix) - (6:09)
4. Army of Hardcore (BMG Remix) - (4:53)
5. Friends (NRG Remix) - (3:20) - obsahuje vokály ze singlu Friends Turbo
6. Jigga Jigga! (Dave 202 Remix) - (4:16)
7. I'm Lonely (Kindervater Remix) - (3:15)
8. Posse (I Need You on the Floor) (Amfree Remix) - (4:01)
9. Fire (Laserkraft 3D Remix) - (5:00)
10. Shake That! (Barany Attila & DJ Dominique Remix) - (2:41)

### Limitovaná edice - iTunes digitální download (skladby 18 - 29)
1. How Much Is the Fish? (Tony Junior Remix) - (3:44)
2. Maria (I Like It Loud) (R.I.O. Remix) - (3:18)
3. Move Your Ass! (Stefan Dabruck Remix) - (6:09)
4. Army of Hardcore (BMG Remix) - (4:53)
5. Friends (NRG Remix) - (3:20) - obsahuje vokály ze singlu Friends Turbo
6. Jigga Jigga! (Dave 202 Remix) - (4:16)
7. I'm Lonely (Kindervater Remix) - (3:15)
8. Posse (I Need You on the Floor) (Amfree Remix) - (4:01)
9. Fire (Laserkraft 3D Remix) - (5:00)
10. Shake That! (Barany Attila & DJ Dominique Remix) - (2:41)
11. Vallée de Larmes (Lissat & Voltax Remix) - (3:54)
12. Jigga Jigga! (Dave 202 Arena Remix) - (6:16)